# Khúc côn cầu trên cỏ tại Đại hội Thể thao Đông Nam Á 2017 – Giải đấu Nữ
Giải đấu khúc côn cầu trên cỏ dành cho nữ tại Đại hội Thể thao Đông Nam Á 2017 được tổ chức từ ngày 21 đến ngày 28 tháng 8 tại Malaysia. Giải đấu này, bao gồm 5 đội tuyển Đông Nam Á thi đấu ở nội dung nam.
Tất cả các trận đấu đều diễn ra tại Sân vận động Khúc côn cầu Quốc gia ở Bukit Jalil.

## Lịch thi đấu
Sau đây là lịch thi đấu của nội dung nữ môn khúc côn cầu trên cỏ:
| VB | Vòng bảng | B | Trận play-off tranh hạng 3 | CK | Chung kết |

| Thứ 2 21/8 | Thứ 3 22/8 | Thứ 4 23/8 | Thứ 5 24/8 | Thứ 6 25/8 | Thứ 7 26/8 | CN 27/8 | Thứ 2 28/8 | Thứ 2 28/8 |
| ---------- | ---------- | ---------- | ---------- | ---------- | ---------- | ------- | ---------- | ---------- |
| VB         | VB         | VB         | G          | VB         | VB         |         | B          | CK         |

## Quốc gia tham dự
Năm đội sau đây đã tham gia giải đấu.
- Indonesia (INA)
- Malaysia (MAS)
- Myanmar (MYA)
- Singapore (SGP)
- Thái Lan (THA)

## Chia bảng
Không có lễ bốc thăm chính thức vì chỉ có 5 đội tham gia giải đấu này. Tất cả các đội sẽ được tự động gộp vào làm một nhóm.

## Kết quả
- Tất cả các giờ đều là Giờ chuẩn Malaysia (UTC+8).

### Vòng bảng
| VT | Đội          | ST | T | H | B | BT | BB | HS  | Đ  | Giành quyền tham dự   |
| -- | ------------ | -- | - | - | - | -- | -- | --- | -- | --------------------- |
| 1  | Malaysia (H) | 4  | 4 | 0 | 0 | 30 | 0  | +30 | 12 | Tranh huy chương vàng |
| 2  | Thái Lan     | 4  | 2 | 1 | 1 | 7  | 5  | +2  | 7  | Tranh huy chương vàng |
| 3  | Singapore    | 4  | 2 | 0 | 2 | 7  | 7  | 0   | 6  | Tranh huy chương đồng |
| 4  | Indonesia    | 4  | 1 | 1 | 2 | 4  | 16 | −12 | 4  | Tranh huy chương đồng |
| 5  | Myanmar      | 4  | 0 | 0 | 4 | 0  | 20 | −20 | 0  |                       |

| 21 tháng 8 năm 2017 18:00 |

| Thái Lan              | 1–1     | Indonesia      |
| --------------------- | ------- | -------------- |
| Sirikwan Wongkeaw 19' | Báo cáo | Debie Rani 58' |

| Trọng tài: Emi Yamada (JPN) Cookie Tan (SGP) |

| 21 tháng 8 năm 2017 20:00 |

| Singapore                                     | 2–0     | Myanmar |
| --------------------------------------------- | ------- | ------- |
| Nur Syaheeza Mohd Jefri 32' · Tiffany Ong 37' | Báo cáo |         |

| Trọng tài: Binish Hayat (PAK) Norasyikin Shariudin (MAS) |

| 22 tháng 8 năm 2017 18:00 |

| Thái Lan                                                                                     | 4–0     | Myanmar |
| -------------------------------------------------------------------------------------------- | ------- | ------- |
| Natthakarn Aunjai 3' · Supansa Samanso 7' · Sirikwan Wongkeaw 22' · Praphatson Khuiklang 51' | Báo cáo |         |

| Trọng tài: Susilowati Miharjo (INA) Cookie Tan (SGP) |

| 22 tháng 8 năm 2017 20:00 |

| Malaysia | 11–0    | Indonesia |
| --- | ------- | --------- |
| Norfaiezah Saiuti 12', 32' · Nurul Mansur 14' · Norbaini Hashim 15' · Nuraini Rashid 22' · Siti Ruhani 26', 50' · Hanis Onn 29' · Syafiqah Mohd Zain 40' · Norazlin Sumantri 48' · Fatin Sukri 56' | Báo cáo |           |

| Trọng tài: Kay Myo Khaing (MYA) Thanittha Chuangmanichot (THA) |

| 23 tháng 8 năm 2017 18:00 |

| Singapore | 0–5     | Malaysia                                                                                  |
| --------- | ------- | ----------------------------------------------------------------------------------------- |
|           | Báo cáo | Surizan Awang Noh 27', 38' · Siti Ruhani 28' · Fatin Sukri 48' · Norsharina Shabuddin 57' |

| Trọng tài: Emi Yamada (JPN) Susilowati Miharjo (INA) |

| 24 tháng 8 năm 2017 18:00 |

| Myanmar | 0–3     | Indonesia                                                |
| ------- | ------- | -------------------------------------------------------- |
|         | Báo cáo | Nuraisah 15' · Irianti Ratnaningsih 45' · Rayhan Uno 47' |

| Trọng tài: Norasyikin Shariudin (MAS) Thanittha Chuangmanichot (THA) |

| 25 tháng 8 năm 2017 18:00 |

| Indonesia | 0–4     | Singapore                                                   |
| --------- | ------- | ----------------------------------------------------------- |
|           | Báo cáo | Jerelee Ong 52', 54' · Tiffany Ong 59' · Tam Wan Ting 60' · |

| Trọng tài: Emi Yamada (JPN) Khaing Kay Myo (MYA) |

| 25 tháng 8 năm 2017 20:00 |

| Thái Lan | 0–3     | Malaysia                                                     |
| -------- | ------- | ------------------------------------------------------------ |
|          | Báo cáo | Hanis Onn 31' · Nuraini Rashid 39' · Surizan Awang Noh 51' · |

| Trọng tài: Binish Hayat (PAK) Tan Cookie (SGP) |

| 26 tháng 8 năm 2017 18:00 |

| Malaysia | 11–0    | Myanmar |
| --- | ------- | ------- |
| Nuraini Rashid 7', 15', 37' · Syafiqah Mohd Zain 15' · Norazlin Sumantri 21' · Norfaiezah Saiuti 36', 47' · Nuraslinda Said 50', 52' · Siti Ruhani 56' · Hanis Onn 57' · | Báo cáo |         |

| Sân vận động: Sân 1, NHC KL Sports City Trọng tài: Susilowati Miharjo (INA) Thanittha Chuangmanichot (THA) |

| 26 tháng 8 năm 2017 18:30 |

| Singapore               | 1–2     | Thái Lan                                            |
| ----------------------- | ------- | --------------------------------------------------- |
| Nur Atiqah Abdull 55' · | Báo cáo | Praphatson Khuiklang 23' · Kornkanok Sanpoung 34' · |

| Sân vận động: Sân 2, NHC KL Sports City Trọng tài: Binish Hayat (PAK) Khaing Kay Myo (MYA) |

### Tranh huy chương đồng
| 28 tháng 8 năm 2017 16:00 |

| Singapore              | 2–0     | Indonesia |
| ---------------------- | ------- | --------- |
| Hajaratih 11' · Ho 43' | Báo cáo |           |

| Trọng tài: Thanittha Chuangmanichot (THA) Norasyikin Shariudin (MAS) |

### Tranh huy chương vàng
| 28 tháng 8 năm 2017 18:30 |

| Malaysia                | 2–0     | Thái Lan |
| ----------------------- | ------- | -------- |
| Hanis 46' · Nuraini 47' | Báo cáo |          |

| Trọng tài: Emi Yamada (JPN) Binish Hayat (PAK) |